# Séptimo Sello
Séptimo Sello fue un grupo español formado en 1984 en Madrid. Inicialmente el sonido del grupo se encuadraba dentro del synth pop underground o el minimal synth. Posteriormente el grupo se fue acercando hacia sonidos más comerciales y en 1985 grabaron como una broma el tema Todos los paletos fuera de Madrid, el cual se convirtió en su mayor éxito a pesar de ser tal vez la canción menos representativa del sonido del grupo. 
Sus grabaciones posteriores pasaron casi desapercibidas para crítica y público, aunque en 2011 se editaron por primera vez las maquetas y directos de su primera época en el álbum Vuelo 747, que obtuvo buena acogida a nivel underground.

## Historia
Séptimo Sello nació como una continuación del grupo YHVH. El sonido del grupo se empezó a gestar a finales de 1979 cuando Mariano Lozano comenzó a experimentar con sintetizadores en Colmenarejo. Las primeras maquetas se acercaban a la electrónica oscura de los primeros Aviador Dro o El Humano Mecano. Posteriormente Mariano Lozano empieza a colaborar con Raimundo Luengo, que junto a Juan Lleó grabó con el grupo UA el sencillo Cantante de ópera. Algunos de los temas de YHVH se rescataron en 2011 en el disco recopilatorio de grabaciones inéditas Vuelo 747, publicado por el sello Atemporal Records, y que también incluía maquetas y grabaciones en directo de la primera etapa de Séptimo Sello. 
En 1984 nace Séptimo Sello de las cenizas de YHVH con la idea de acercarse a sonidos más pop. Además de grabar en su estudio ponían música para performances, exposiciones, vídeos, etc. En esa primera época el grupo estaba formado por Juan Lleó (secuencias y sintetizadores), Regino Carreira (caja de ritmos) y Mariano Lozano-P (teclados, voces y sintetizadores) y utilizaban instrumentos como Ms 10 y Ms 20 de Korg, Moog prodigy, piano electrónico Elka, Órgano Jen y Caja de ritmos Cr77 de Roland.
En 1985 Juan Lleó deja el grupo y se incorpora fugazmente Manu Cubedo Borsky  (que deja el grupo ese mismo año) y posteriormente Carlos Escribano, que tocaba un sintetizador Poly 800 y se mantuvo en el grupo hasta su disolución. Ese mismo año graban el tema Todos los paletos fuera de Madrid. La canción nació como una broma hacia un amigo de Regino Carreras de fuera de Madrid y lo que empezó como una simple broma intranscendente se convirtió en una de las canciones del verano de 1985 y en el único gran éxito del grupo. Aunque probablemente acabara por perjudicarles, ya que el tema apenas era representativo del sonido del grupo y se les encuadró dentro de la corriente de grupos 'graciosos' de la época. En 1985 se publicó el miniálbum Todos los paletos fuera de Madrid y el tirón de la canción que titulaba al disco hizo que funcionara bien pero que el resto de los temas del disco, en una onda de synth pop con un sonido mucho más sofisticado, como el sencillo Espacio vacío, pasaron casi desapercibidos. 
Tras el 'boom' de "Todos los paletos...." se incorporó al grupo el guitarra Mario Paje El Punky con el que grabaron el álbum Ya empezamos en 1986. A pesar de estar producido por Paco Trinidad (productor en esa época de Hombres G y Duncan Dhu) el disco tuvo escasa promoción y repercusión, mientras que se iba diluyendo el sonido tecno-pop original del grupo.
En 1987 se produjo la separación definitiva del grupo.
Desde entonces Mariano Lozano-P ha seguido muy activo en el mundo de la música, principalmente como productor, siendo su principal éxito el grupo dance infantil Bom Bom Chip. Actualmente realiza remasterizaciones para el sello Atemporal Records, incluyendo el citado álbum Vuelo 747.

## Discografía

### Miniálbum
- Todos los paletos fuera de Madrid (1985).

### Álbumes
- Ya empezamos (1986).
- Vuelo 747 (grabaciones inéditas y rarezas de 1984) (2011).

### Sencillos
- Todos los paletos fuera de Madrid (1985).
- Espacio vacío (1985).
- Break Phsiquiatri...co (1985).
- Mecamadrid (1985).
- Mono hombre en Madrid (1985).
- Corrida (1985).